# Rahzel

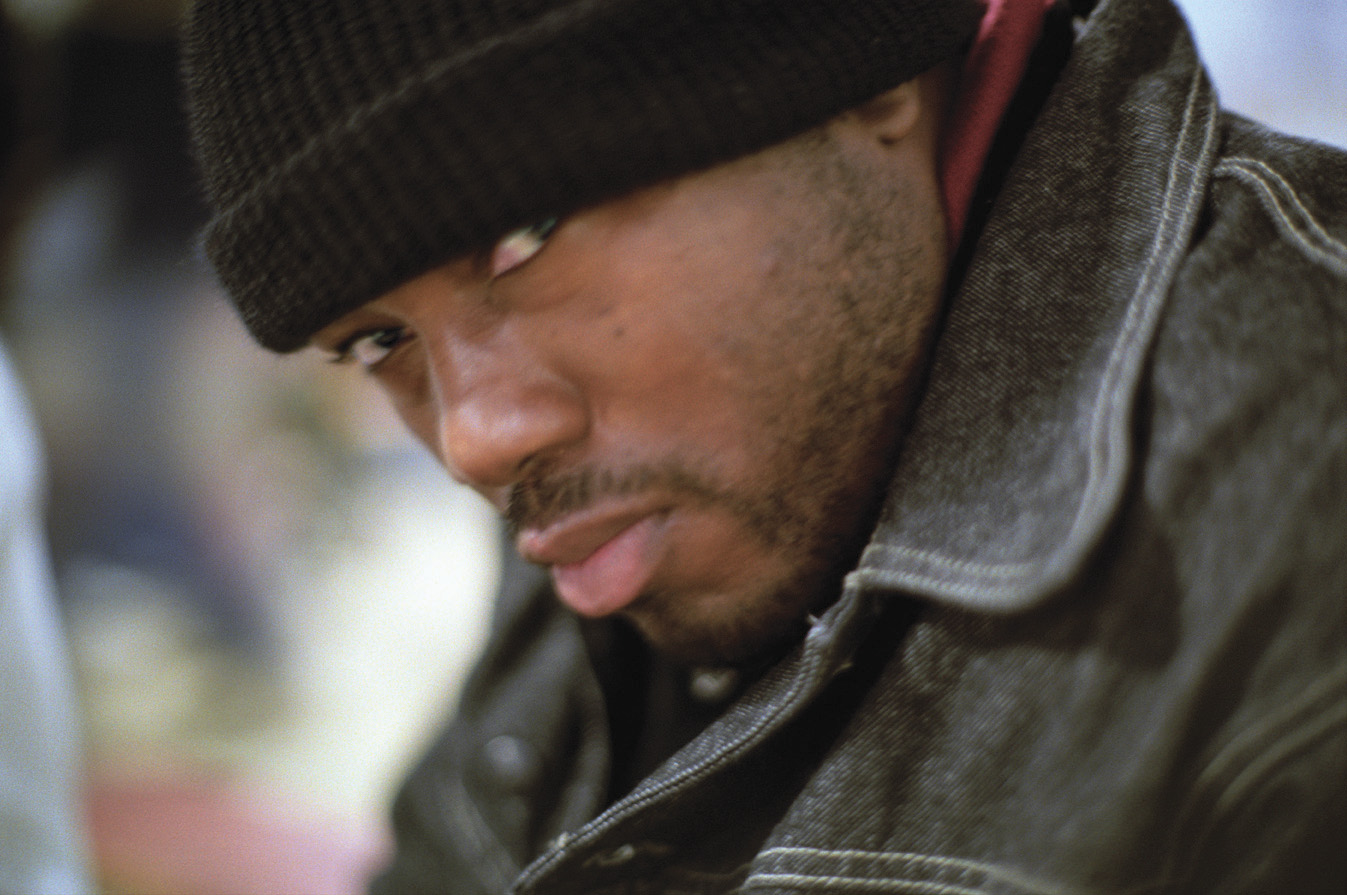
Rahzel

Rahzel of Rahzel M. Brown is een Amerikaans muzikant en ex-lid van de hiphopformatie The Roots. Rahzel is gespecialiseerd in de beatbox en noemt zichzelf vocal percussionist. Zijn bijzondere talent op het gebied van beatbox is dat hij tegelijkertijd de drumsectie en bassectie van een nummer kan 'spelen' en de melodie zingen. Een goed voorbeeld hiervan is de a-capella-opname van "If your mother only knew" (naar aanleiding van een lied van Aaliyah, "If your girl only knew"). Men noemt hem ook wel de "Godfather of Noyze". 
Hij groeide op in de Bronx, en ging vaak naar optredens van Grandmaster Flash. Later werkte hij als roadie van de Ultramagnetic MCs. Hij werd ook beïnvloed door artiesten als Doug E. Fresh, Biz Markie, Bobby McFerrin en Al Jarreau. Rahzel heeft live optredens gedaan met veel verschillende muzikanten waaronder Mike Patton (Faith No More, Fantômas, etc.) als "Patton & Rahzel".
In 2004 heeft hij samengewerkt met Björk voor haar album Medúlla.